# 歌詞
歌詞是歌曲中的文詞部分。許多用以詠唱，並有較具體和詳細內容的歌，除了音樂部分以外，都會有文詞部分。歌詞與歌曲，絕大多數都能互相配合，成為同時涉及文學和音樂的藝術作品。由於歌詞佔很大多數都是押韻的，因此亦屬韻文之一種，是一種文學體裁。歌詞與诗歌的分別，主要是詩不一定要入樂（合樂），歌詞是要合樂的。
中國古代的宋詞、元曲均是一種歌詞，除獨立吟誦外，亦可以配合歌曲，以當時的漢字發音唱出。可惜現時大部分曲譜已失傳，而且因語音變化相當大，古人亦無錄音設備，才使今人難以把這些詞曲詠唱出來。
及至今天的戲曲、歌劇、音樂劇、流行音樂等等同時涉及到文學和音樂的創作，作品的文詞部分仍稱作歌詞。
創作歌詞，一般稱為填詞或作詞。